# Кастильєха-де-Гусман
Кастильєха-де-Гусман (ісп. Castilleja de Guzmán) — муніципалітет в Іспанії, у складі автономної спільноти Андалусія, у провінції Севілья. Населення — 2846 осіб (2010).
Муніципалітет розташований на відстані близько 390 км на південний захід від Мадрида, 5 км на захід від Севільї.

## Демографія
Динаміка населення (INE ):

## Галерея зображень

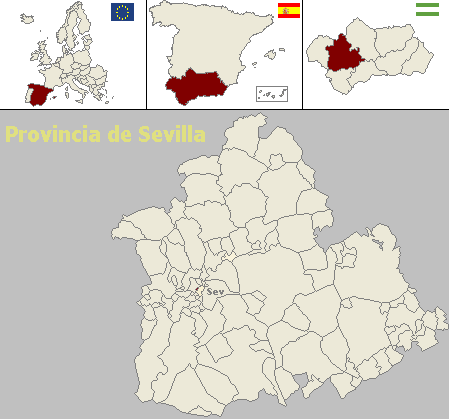
Розташування муніципалітету Кастильєха-де-Гусман у провінції Севілья